# Krassyliwka (Browary)
Krassyliwka (ukrainisch Красилівка; russisch Красиловка Krassilowka) ist ein Dorf in der ukrainischen Oblast Kiew mit etwa 3500 Einwohnern (2023).

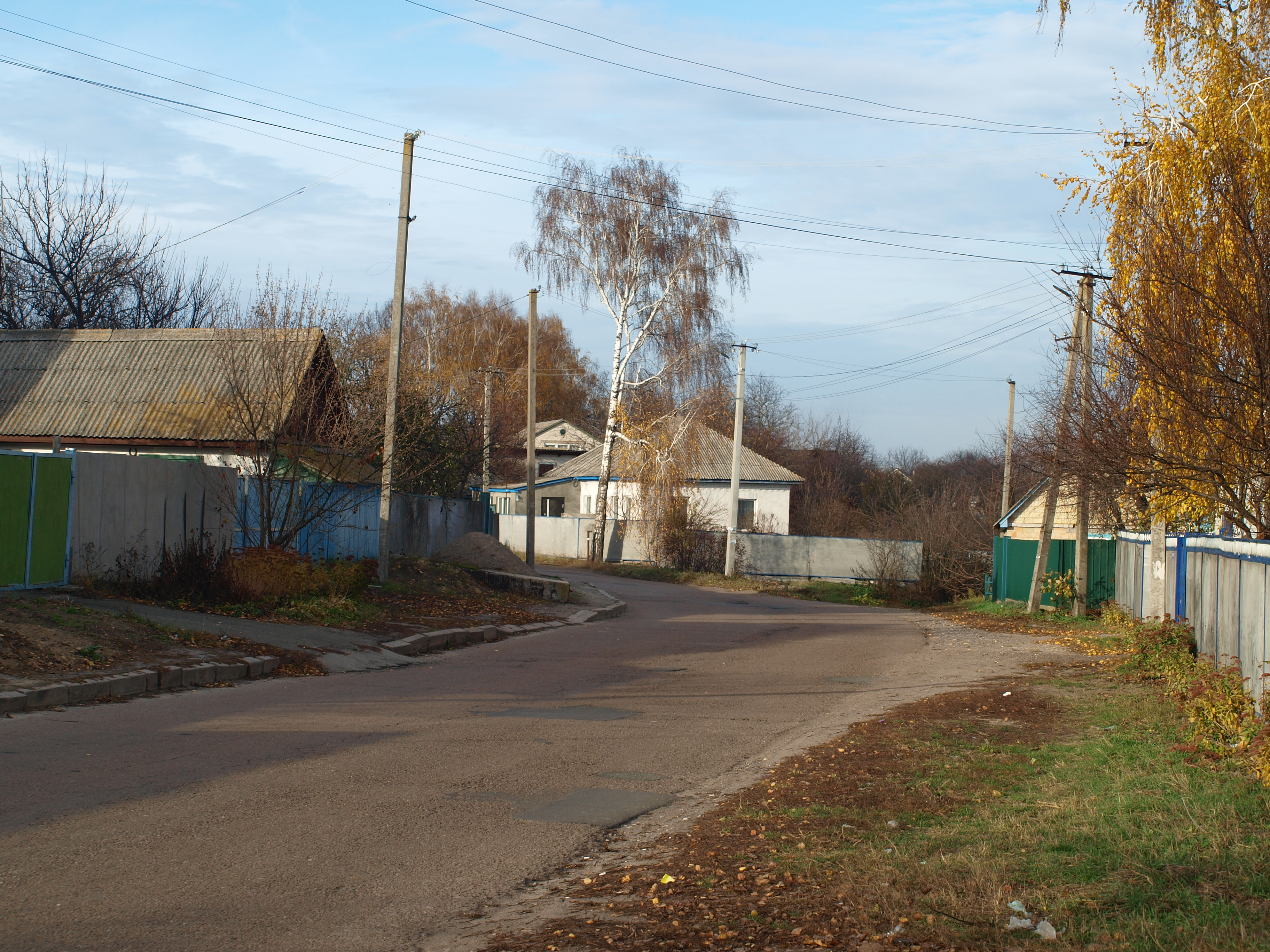
Blick in den Ort

Das 1636 erstmals als  Osterskoho erwähnte Dorf hatte bei der Volkszählung 1897 1735 Einwohner. Krassyliwka liegt im Rajon Browary und grenzt im Süden an das Dorf Trebuchiw.
Das Dorf liegt an der Fernstraße N 07 11 km östlich vom Rajonzentrum Browary und etwa 36 km östlich vom Zentrum der Hauptstadt Kiew.
Am 12. Juni 2020 wurde das Dorf ein Teil der neugegründeten Siedlungsgemeinde Kalyniwka, bis dahin bildete es die gleichnamige Landratsgemeinde Krassyliwka (Красилівська сільська рада/Krassyliwska silska rada) im Südwesten des Rajons Browary.